# Operazione Niki
L'operazione Niki (in greco Επιχείρηση Νίκη?), dal nome della dea Nike, fu un'operazione di trasporto aereo clandestino durante l'invasione turca di Cipro che fu effettuata il 21/22 luglio 1974, con l'obiettivo di trasportare un battaglione di commando greco da Souda, Creta, a Nicosia, Cipro e di rafforzare la guardia nazionale cipriota. Al loro arrivo, i velivoli furono coinvolti negli attacchi del fuoco amico, che provocarono la perdita di 33 uomini e la distruzione di tre velivoli.

## Contesto

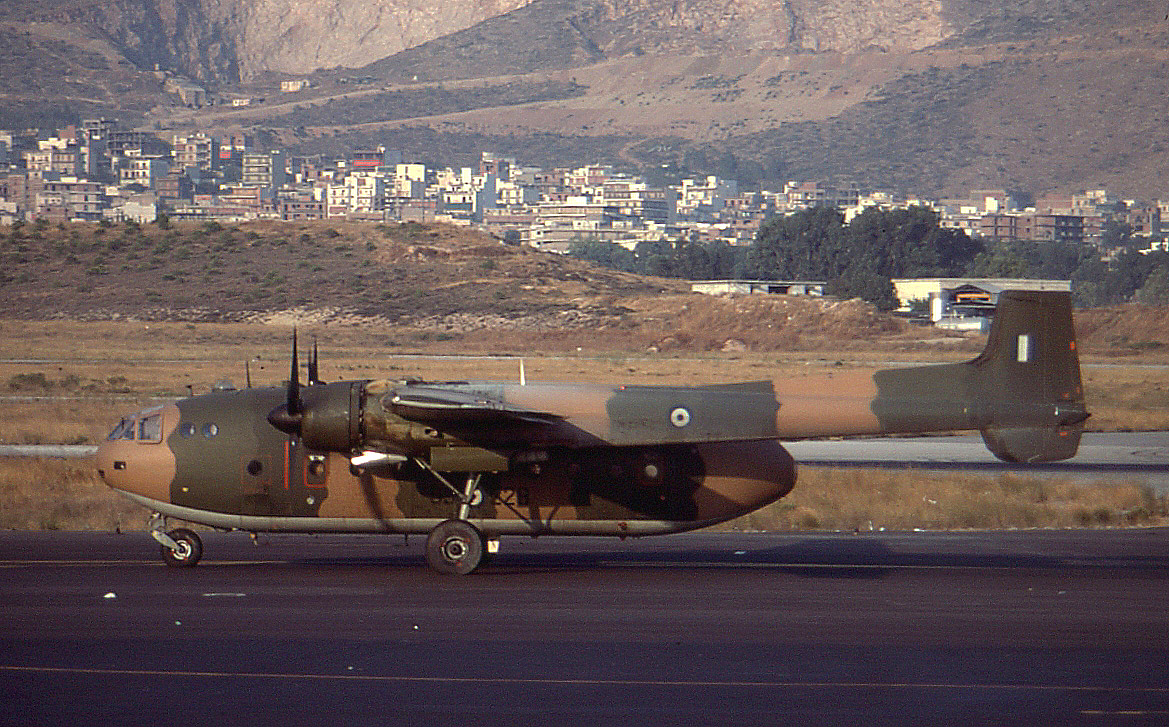
Un aereo Nord Noratlas dell'aeronautica ellenica fotografato nel 1979.

Dagli anni '50, la Grecia aveva stabilito una politica estera volta a favorire l'unione di Cipro con la Grecia. Nel 1960, fu istituita la Repubblica di Cipro con i greco-ciprioti e i turco-ciprioti come sue due comunità fondatrici. L'arcivescovo Makarios fu eletto come primo presidente. Makarios arrivò a credere che l'unificazione dell'isola con la Grecia non fosse possibile e perseguì una politica di non allineamento.
Dopo un colpo di stato militare nell'aprile 1967, una giunta militare di destra prese il potere ad Atene. I membri greci della giunta sospettavano che Makarios non fosse veramente favorevole all'unificazione e prepararono cinque piani per rovesciarlo tra il 1971 e il 1974. Alla fine, il 15 luglio 1974, un colpo di stato militare orchestrato dalla Guardia nazionale cipriota e dalla giunta di Atene riuscì a deporre Makarios e a sostituirlo con il nazionalista Nikos Sampson. Con il pretesto di un'operazione di mantenimento della pace, la Turchia intraprese un'azione militare denominata "Operazione Atilla" e invase Cipro il 20 luglio 1974.

## Preparativi e partenza
La leadership greca ad Atene era stata in gran parte colta di sorpresa. La situazione politica si deteriorò rapidamente a causa dell'invasione turca e la giunta fu presto sull'orlo del collasso totale. Nonostante un primo ordine di attuazione, i piani militari esistenti per il rafforzamento delle difese a Cipro furono annullati. In un clima di confusione e indecisione, si decise alla fine di inviare un battaglione commando per via aerea. Un piano iniziale per il trasporto aereo di un battaglione con sede nel nord della Grecia dall'aeroporto di Salonicco, utilizzando aerei Boeing 720 predisposti dall'Olympic Airways, fu annullato.  Successivamente, si decise di trasportare un'altra unità dall'aeroporto di Souda, utilizzando quasi l'intera flotta di trasporto dell'aeronautica militare ellenica dell'epoca. L'unità scelta fu lo Squadrone dei Caccia Alpha rinforzato con uomini dello Squadrone dei Caccia Gamma con capacità anfibia. Così, nel tardo pomeriggio del 21 luglio, una flotta di 20 aerei Noratlas e 10 C-47 venne trasferita all'aeroporto di Souda.
Secondo gli ordini, gli aerei da trasporto sarebbero decollati segretamente di notte, separati per un tempo di cinque minuti e avrebbero volato senza la scorta dei caccia. Per evitare il rilevamento, avrebbero volato a basse altitudini inferiori a 200 piedi in pieno silenzio radio con luci minime e nessun contatto visivo tra di essi. Sarebbero sbarcati a Nicosia, avrebbero scaricato la forza e sarebbero partiti immediatamente per il ritorno in Grecia col favore dell'oscurità. Ogni aereo avrebbe trasportato quattro aviatori (due piloti, un ingegnere di volo e un navigatore) e circa 30 commando con le loro armi e munizioni. Fu stimato che il volo di 750 km per Cipro sarebbe durato circa tre ore. Di conseguenza, l'ultima ora in cui un aereo poteva decollare, volare a Cipro, scaricare e partire prima dell'alba era alle 24:00. Il primo aereo partì da Souda intorno alle 22:35 e il piano di partenza venne seguito dai primi cinque aerei. Successivamente, diversi ritardi determinarono che solo 13 velivoli Noratlas del 354º Sqdn. "Pegasus" riuscirono a decollare prima della mezzanotte. Altri due aerei, il secondo dei quali trasportava le armi pesanti e le munizioni dell'unità ma non le truppe, ignorarono gli ordini e decollarono alle 00:20 e alle 00:23. Questi aerei erano numerati nell'ordine della loro partenza, ricevendo i codici da Niki-1 a Niki-15. I restanti cinque Noratlas e tutti i C-47 non decollarono.

## Arrivo a Nicosia
La Guardia nazionale cipriota non aveva una forza aerea, e pertanto la Turchia aveva la piena superiorità aerea sull'isola. L'aeronautica turca aveva bombardato l'aeroporto di Nicosia e solo un terzo della pista era utilizzabile.
Dei 15 Noratlase decollati, 13 arrivarono a Cipro e gli altri due atterrarono a Creta e Rodi a causa di problemi meccanici. All'arrivo all'aeroporto internazionale di Nicosia intorno alle 02:00, i velivoli vennero coinvolti dagli artiglieri antiaerei della Guardia nazionale cipriota del battaglione MEA/AP 195, che non furono informati del loro arrivo e li scambiarono per un assalto aereo turco. Di conseguenza, il 4th Noratlas (Niki-4) fu oggetto di un pesante attacco a fuoco e venne abbattuto a due miglia dalla pista con la perdita di quattro membri dell'equipaggio e 27 del commando. Altri due membri del commando furono uccisi e 10 rimasero feriti a bordo del Niki-6, che atterrò con entrambi i motori gravemente danneggiati. Un altro aereo Noratlas (Niki-3) venne gravemente danneggiato e non poté decollare di nuovo. Un altro aereo (Niki-12) non aveva carburante sufficiente per il volo di ritorno. Questi velivoli furono distrutti a terra dalle forze greco-cipriote, su ordine del quartier generale dell'aeronautica ellenica. La logica per farlo si basava sul fatto la Grecia non era ufficialmente in guerra con la Turchia, e quindi ogni prova del coinvolgimento greco nelle operazioni a Cipro doveva essere cancellata. I restanti nove aerei riuscirono a tornare sani e salvi in Grecia dopo aver scaricato le loro truppe.

## Restituzione dei resti
I resti del Niki-4 e i corpi della maggior parte degli uomini che trasportava furono sepolti frettolosamente su una collina, che oggi è un cimitero militare e un monumento ai caduti noto come Tomba di Makedonitissa. Nell'estate 2015 furono avviati gli scavi a Makedonitissa con l'obiettivo di recuperare eventuali resti umani. Dopo 14 mesi fu completata l'identificazione del DNA delle persone a bordo e i resti di 16 soldati greci vennero consegnati ai loro parenti all'inizio di ottobre 2016, 42 anni dopo la loro morte.

## Conseguenze
L'operazione Niki fu definita suicida. Era mal preparata e utilizzava aerei inaffidabili e obsoleti che volavano molto bassi con nient'altro che una bussola giroscopica per guidarli. La maggior parte degli equipaggi degli aerei e dei commando non aveva familiarità con il terreno a destinazione. Le forze di terra a Nicosia non erano state informate in tempo del loro arrivo. L'operazione non aveva alcuna giustificazione tattica, ma solo un carattere simbolico e morale. Anche la logica di un ponte aereo al posto di un'operazione di lancio aereo fu criticata. Tuttavia, l'unità commando greca trasportata che ricevette la designazione greco-cipriota Squadra di Caccia 35 (35 MK), combatté valorosamente durante la seconda invasione turca dell'agosto 1974 e contribuì in modo decisivo a salvare Nicosia dalla caduta in mani turche. Ironia della sorte, l'unità non ebbe vittime sul campo di battaglia. Con l'eccezione dell'ordine al tenente Cdr E. Handrinos di far tornare indietro la sua nave (L-172 Lesbo) e di sbarcare le truppe ELDYK che aveva raccolto il giorno precedente, l'operazione Niki segnò l'unico tentativo greco materializzato di rafforzare la difesa di Cipro durante l'invasione.
Non fu mai disposta nessuna indagine sulle circostanze della tragica perdita del Niki-4 e nessuno fu ritenuto responsabile. La giunta greca crollò il 23 luglio 1974, principalmente a causa degli eventi di Cipro.